# Metasiro americanus
Metasiro americanus is een hooiwagen uit de familie Sironidae.